# Johan von der Fehr
Johan von der Fehr (8. června 1833, Askøy – 20. září 1906, Norheimsund) byl norský daguerrotypista a fotograf. Kromě toho pracoval v řadě dalších oblastí, během svého života působil jako umělecký malíř, pěstitel ovoce, zahradník a také choval husy.

## Životopis
V roce 1853 krátkou dobu pracoval jako daguerrotypista v Bergenu, ale znovu se tam vrátil na počátku šedesátých let. Po nějaký čas řídil studio Brødr.Larms spolu se svým synem Johanem. Od roku 1898 žil von der Fehr v Norheimsundu jako zemědělec a fotograf, až do své smrti.
Fotografie Johana von der Fehra jsou mimo jiné ve sbírkách Voss folk musea, Vevelstad historické společnosti, muzea Národního lidového muzea, Norského lidového muzea a archivu Den Nationale Scene v Bergenu.

## Galerie

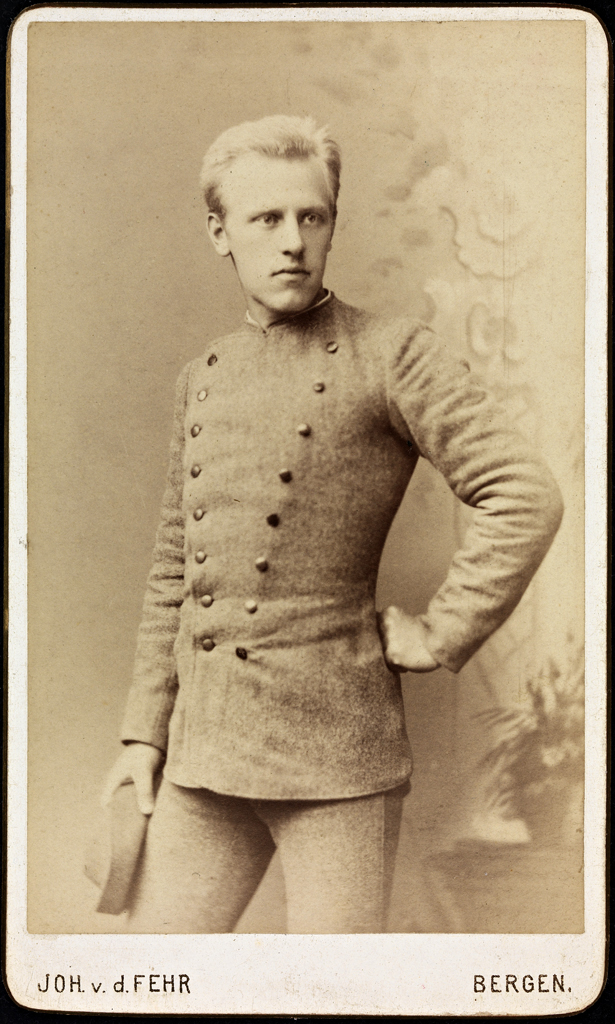
Fridtjof Nansen, carte de visite, 1885
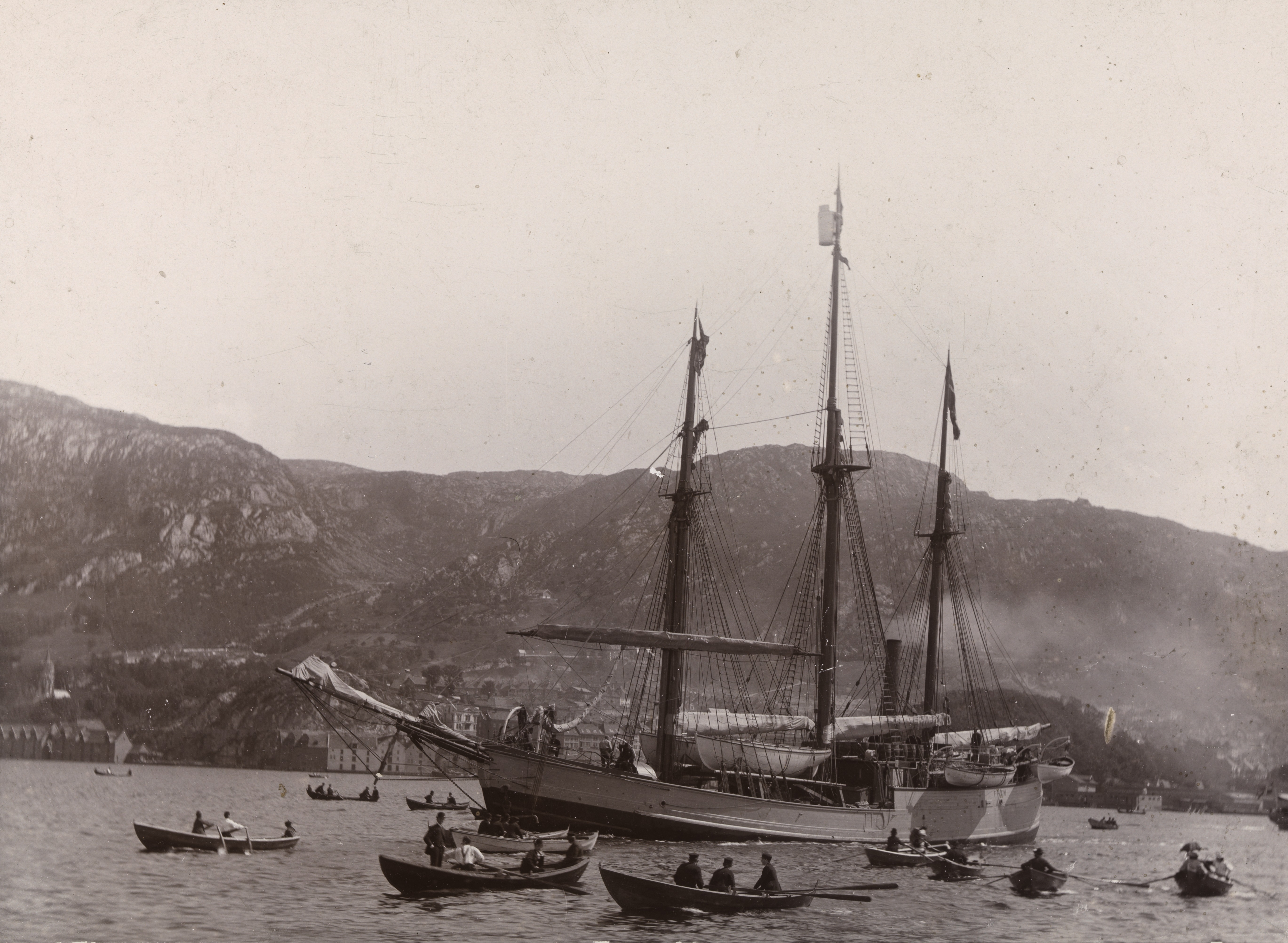
Škuner Fram odplouvá z Bergenu, 1893
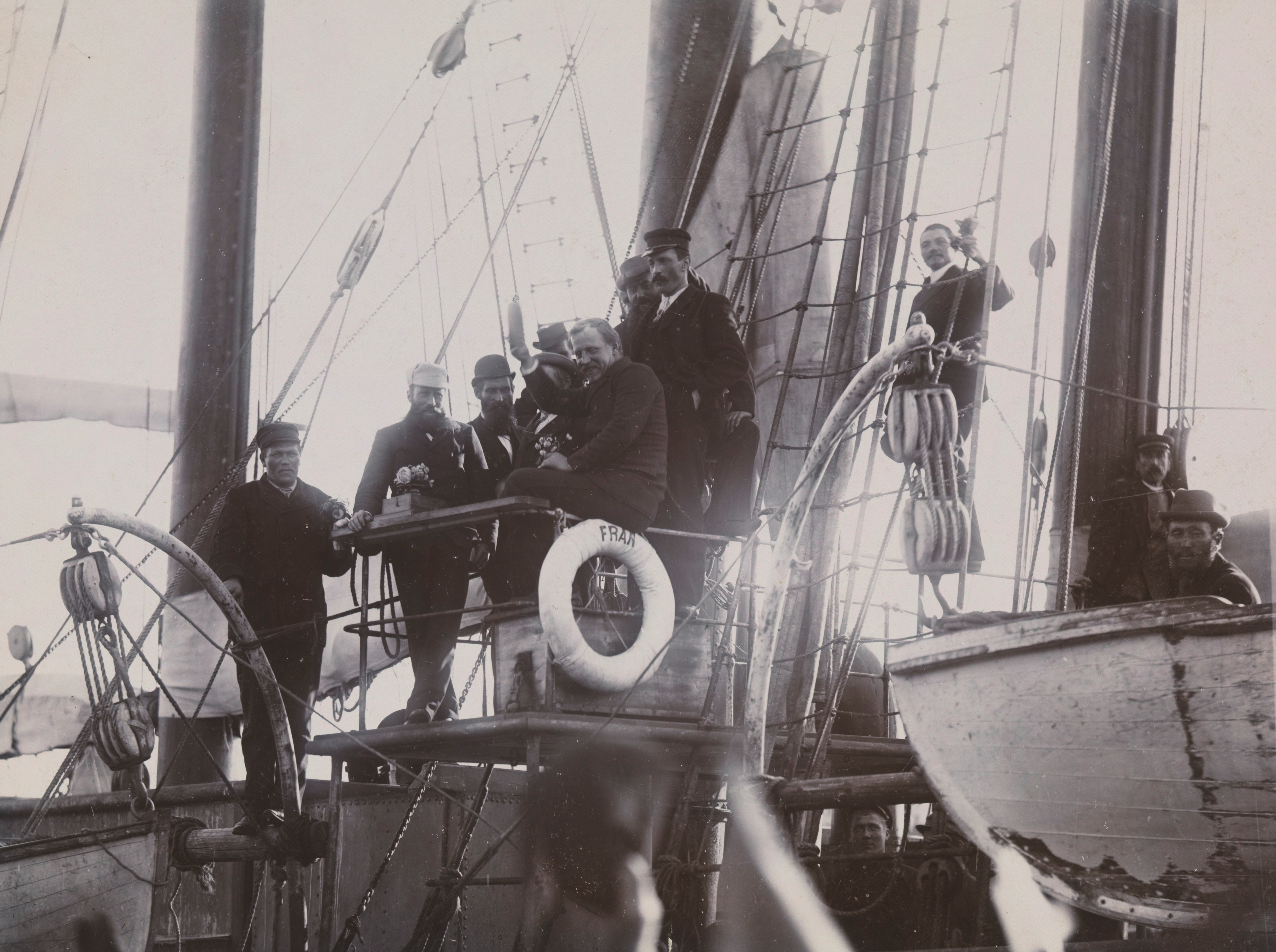
Peder Leonard Hendriksen (1859–1932), Otto Neumann Knoph Sverdrup (1854–1930), Theodor Claudius Jacobsen (1855–1933), Fridtjof Nansen (1861–1930), Henrik Greve Blessing (1866–1916), Lars Pettersen (1860–1898)
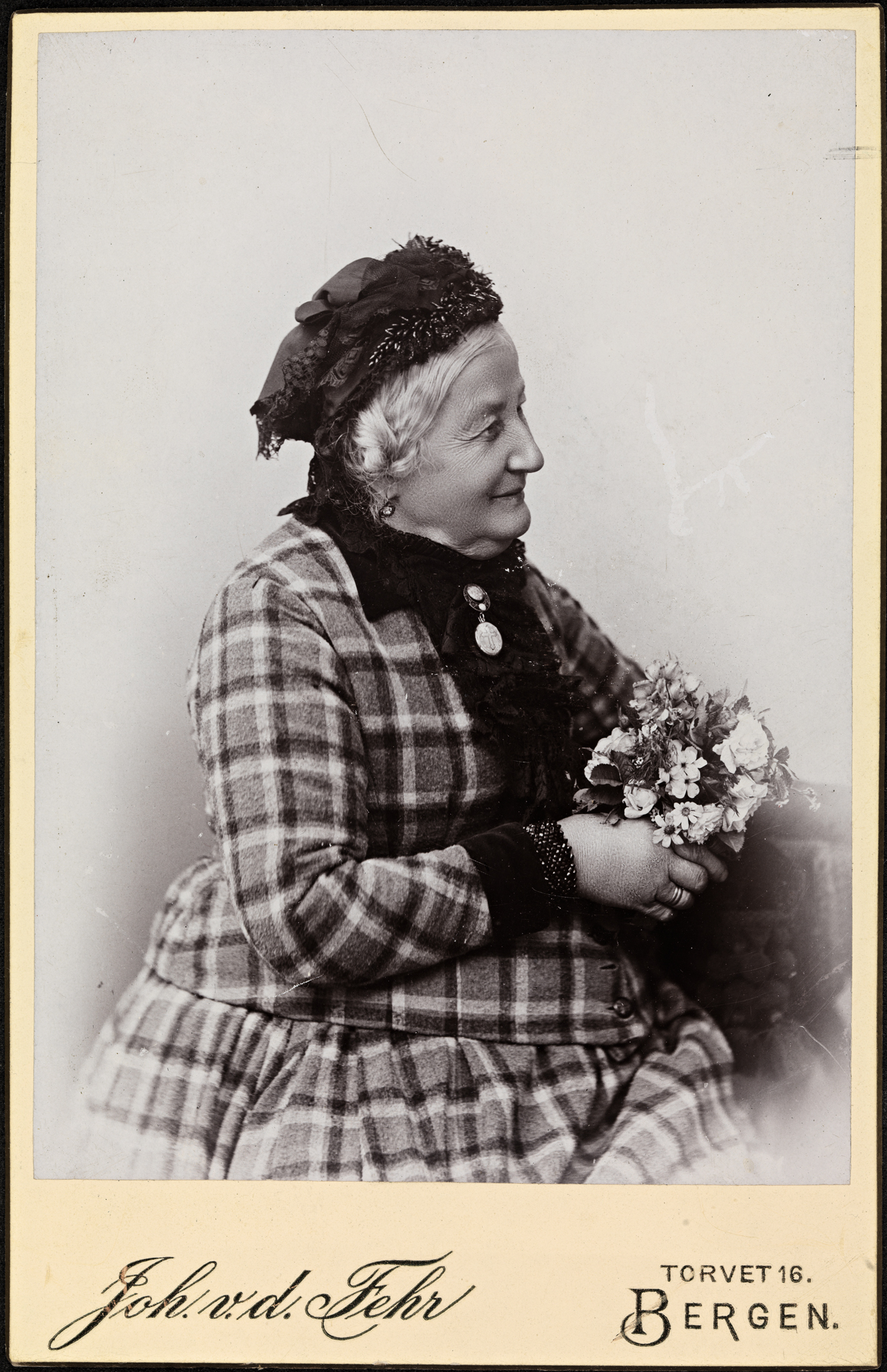
Portrét neznámé ženy
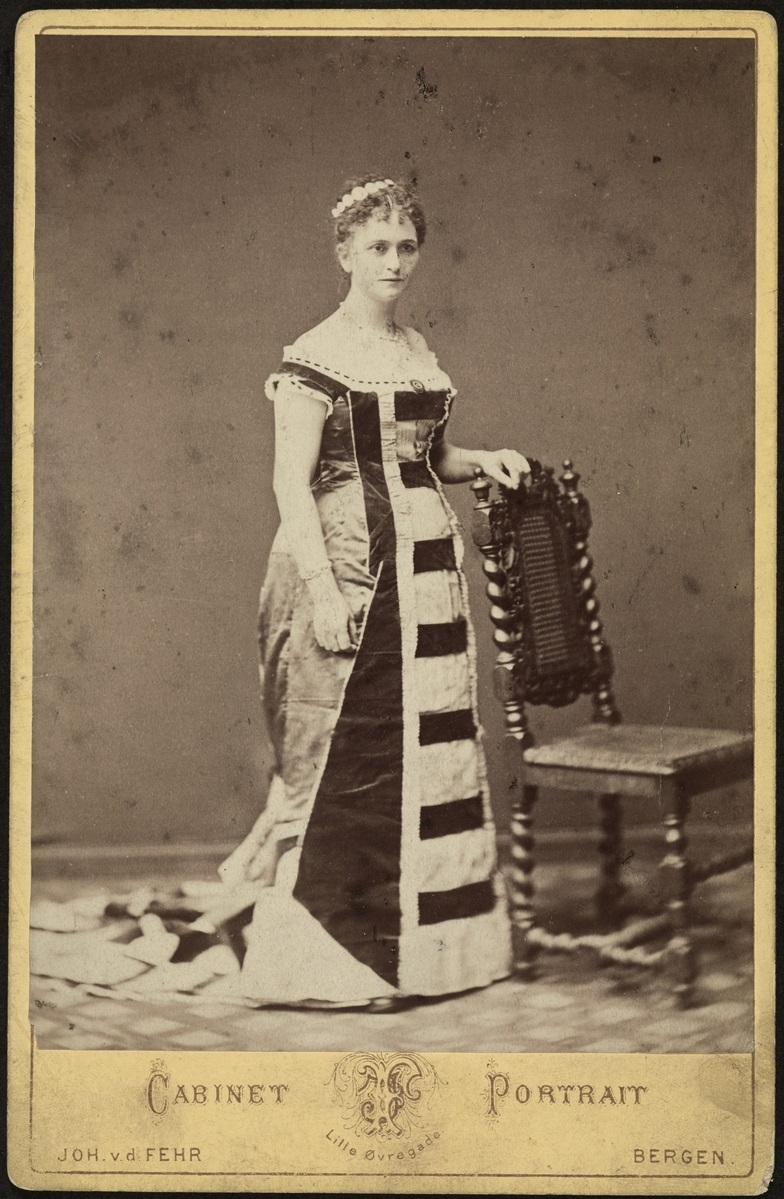
Fredrikke Nielsen, asi 1865